# Markéta Gregorová
Markéta Gregorová   (Most, 14 de gener de 1993)
és una política txeca membre del Parlament Europeu pel Partit Pirata Txec d'ençà les eleccions del 2019. Entre les seves prioritats hi ha les qüestions de transparència en les negociacions de tractats transatlàntics de comerç com per exemple amb l'Associació Transatlàntica pel Comerç i la Inversió. Gregorová és la presidenta del Partit Pirata Europeu des del desembre del 2018. Es va graduar a Podkrušnohorské High School i es va llicenciar en relacions internacionals i estudis europeus a la Masaryk University de Brno el gener del 2018.